# Carex paponii
Carex paponii är en halvgräsart som beskrevs av Muret, Théophile Alexis Durand och Henri François Pittier. Carex paponii ingår i släktet starrar, och familjen halvgräs. Inga underarter finns listade i Catalogue of Life.